# Ostreville
Ostreville là một xã trong tỉnh Pas-de-Calais, vùng Hauts-de-France, Pháp.
Ostreville có cự ly 22 dặm (35 km) về phía tây bắc Arras, tại giao lộ của các tuyến đường D81 và D86.

## Dân số
| 1962                                                              | 1968 | 1975 | 1982 | 1990 | 1999 | 2006 |
| ----------------------------------------------------------------- | ---- | ---- | ---- | ---- | ---- | ---- |
| 217                                                               | 244  | 241  | 249  | 265  | 276  | 285  |
| Số liệu điều tra dân số tính từ năm 1962, dân số chỉ tính một lần |      |      |      |      |      |      |

## Địa điểm nổi bật
- Nhà thờ St.Pierre, thế kỷ 17.